# (17350) 1968 OJ
A (17350) 1968 OJ a Naprendszer kisbolygóövében található aszteroida. Carlos Torres és S. Cofré fedezte fel 1968. július 18-án.